# 1637 en France
Chronologie de la France
- 1633
- 1634
- 1635
- 1636
- 1637
- 1638
- 1639
- 1640
- 1641

## Événements
- 5 janvier : première représentation au théâtre du Marais du Cid de Corneille[1].

- 8 février : réconciliation  à Orléans de Louis XIII et de Gaston d’Orléans grâce au père de Condren[2].
- 24 février : la flotte française du cardinal de Sourdis et d’Harcourt débarque des troupes à Oristano, en Sardaigne[3].

- 18 mars : les Grisons, alliés à l’Autriche depuis le 1er novembre 1636, se soulèvent contre la France[4].

- 22 avril : début de la révolte des Croquants en Périgord.  Deux sergent d’élection sont tués près de Nanteuil-de-Bourzac[5]
- 26 avril : consécration de la nouvelle église Saint-Eustache à Paris[6].
- Avril-octobre : grande sécheresse dans le Centre et le Massif Central. On vendange dès le mois d'août à Bourges et à Orléans[7].

- 1er mai, révolte des Croquants. L’armée des « communes » assiège Périgueux. Elle prend pour général un obscur gentilhomme nommé Antoine du Puy, sieur de La Mothe-La Forest[5].
- 5 mai : les Grisons de Georg Jenatsch (convertis au catholicisme), aidés par les Espagnols, forcent Rohan à se retirer de la Valteline[4].
- 11 mai : les Croquants prennent Bergerac[8].
- 12-14 mai : la flotte française du cardinal de Sourdis reprend les îles de Lérins aux Espagnols[9].

- 27 mai-9 juillet : synode national des Églises réformées à Alençon[10].

- 1er juin : l’armée royale commandée par duc de la Valette réprime la révolte des Croquants qui sont massacrés sur leurs barricades à La Sauvetat-du-Dropt, avec comme bilan plus de 1 000 morts et une amnistie (ou abolition, arrêt du conseil du roi du 23 juin)[5].
- 8 juin : René Descartes publie le Discours de la méthode[11]. Il fait l’apologie de la raison contre les préjugés[12].
- 21 juin : La Valette prend Le Cateau-Cambrésis. Il poursuit son offensive en Flandre et prend Landrecies le 22 juillet et La Capelle le 15 septembre[13].
- 22 juin : victoire de Bernard de Saxe-Weimar sur le duc de Lorraine devant Ray-sur-Saône[13].
- 25 juin : le duc de Longueville prend Lons-le-Saunier[13].

- 17 août :affaire des lettres espagnoles (correspondance secrète de la reine Anne d'Autriche, qui avoue. Le roi la pardonne[14].

- 3 septembre : vendanges précoces à Dijon[15].
- 28 septembre : les Espagnols sont repoussés à la bataille de Leucate[13].

- 10 octobre : prise de Bréda par les Hollandais[13]

- 8 décembre : le père Caussin, confesseur du roi, tente de l’influencer en faveur de la paix avec l’Espagne. Le cardinal parvient à le limoger (10 décembre)[16].